# Victor Janton
Victor Janton, né le 10 avril 1906 dans le 2e arrondissement de Lyon et mort le 9 mai 1998 à Chantepie, est un professeur agrégé, un résistant et un homme politique français.

## Biographie

### Jeunesse, études et famille
Victor Janton naît le 10 avril 1906 à Lyon (2e arr.). Ses parents sont bandagistes, commerçants en orthopédie connus sur la place de Lyon,.
Jusqu'en 1918 le petit Victor est élève à l'école communale de son quartier jusqu'à l'obtention du certificat d'études primaires. Élève studieux, il poursuit des études secondaires en obtenant le baccalauréat de latin et de grec. Il enchaîne une année de philosophie à l'Institut Saint-Joseph de Lyon puis obtient le bac de philosophie, couronné du prix d'honneur de l'établissement. C'est alors que le jeune homme quitte Lyon pour devenir élève de rhétorique supérieure au Lycée Louis-le-Grand à Paris. Puis, de 1927 à 1928 il suit des cours de licence de philosophie à la Sorbonne,.
Le jeune Victor achève son service militaire en 1929 dans les services de santé à Grenoble avec le grade de sous-officier. En septembre, il épouse Marie Villard à Tassin-la-demi-lune. Ils auront une enfant de cette union, Christiane. Le jeune marié poursuit ses études la même année et passe le diplôme d’études supérieures de philosophie à la faculté des Lettres de Grenoble,.
Victor Janton enseigne quelques années au sein de l’institution catholique Sainte-Croix de Neuilly. En 1933, il passe l'agrégation de philosophie. Il est admissible en étant classé deuxième sur cent cinquante-deux. Ensuite, il est nommé en 1934, professeur délégué au collège de Vitré. Sa femme, malade, meurt en 1936. Il est titularisé l'année suivante. Il épouse en mars 1937 en secondes noces Germaine Pichot, docteur en médecine. Le couple vit à Rennes et aura trois enfants, Françoise, Pierre et Marie-Hélène,.

### La guerre et la résistance
Victor Janton est mobilisé en septembre 1939 comme sergent-chef. Il est blessé en mai 1940 puis fait prisonnier jusqu'à son évasion en juillet de la même année. Il reprend son poste de professeur en octobre suivant.
En mars 1941, Victor est assigné quelque temps en internement administratif au camp de Choisel « pour propagande gaulliste ». Il réussit au PCB à Rennes la même année. Dès le début de l'occupation ennemie, il participe aux premières activités de la Résistance, notamment sur la rédaction et la distribution de tracts clandestins. En effet, Victor Janton entre dans les services clandestins de l'information. Il effectue de dangereuses missions de liaison entre Rennes et Paris. Il circule à bicyclette sur les routes bombardées et sillonnées de convois ennemis, reliant les deux villes avec dans ses bagages des documents secrets. Malgré l'interruption de tous les moyens de communication, Victor assure la liaison entre le Conseil National de la Résistance et le Commissariat régional de la République, installé à Rennes. Grâce à lui, la liaison est maintenue,.
Dénoncé à la préfecture d'Ille-et-Vilaine, il est arrêté le 30 août 1941, puis renvoyé au camp d'internement le 1er septembre. Son épouse, exerçant sa profession par intermittence, étant sans ressource, il demande le rétablissement de son traitement. Il est libéré le 20 janvier 1942,.
Malgré ses protestations en raison des frais encourus, Victor Janton est nommé d'office, professeur délégué de philosophie au lycée du Mans, de Vendôme, puis d’Alençon. Ce n'est qu'en octobre 1943 qu'il obtient enfin un poste à Rennes. Il continue en parallèle une active participation à la Résistance qui lui vaudra, à la Libération, la médaille de la Résistance,.

### Entre enseignement et action politique
À la Libération, en août 1944, Victor Janton est promu directeur de la radiodiffusion Radio-Bretagne,. Première station de radio à émettre sur le sol français après le débarquement de Normandie, il organise sa remise en fonctionnement et y assure l'éditorial jusqu'au 20 novembre. Il rencontre à cette époque le jeune Francis Blanche, sans le sou, qu'il héberge quelque temps avec sa femme et son enfant. Il lui permet de faire ses premiers pas à la radio en lui laissant les rênes de l'antenne.
Au bout de quinze mois, Victor Janton quitte la direction régionale de la radio, et réintègre le lycée de Rennes en octobre 1945.
Son engagement et ses actions dans ces années d'occupation lui ont donné le goût de l'action politique. Il pense que, chacun suivant ses moyens, doit contribuer à l'effort de reconstruction de la France. Suspecté par des communistes à la fin de la guerre en raison de sa libération des camps, il adhère au Mouvement républicain populaire (MRP) dès sa fondation en 1944 puis est membre de son comité directeur national. Ensuite il devient Président de la Fédération d’Ille-et-Vilaine. Il est élu le 24 novembre 1946, au Conseil de la République,.
Dorénavant, siégeant au Palais du Luxembourg, le nouveau Conseiller de la République d'Ille-et-Vilaine est nommé à la Commission du règlement, à la Commission de l'éducation nationale, des beaux-arts, des sports, de la jeunesse et des loisirs, à la Commission des finances et à la Commission supérieure des sites, perspectives et paysages. Durant ses deux années de mandat, Victor Janton prend part à toutes les discussions relatives à l'éducation nationale.
Il est nommé secrétaire du Conseil de la République le 14 janvier 1948.
Victor Janton essuie un échec électoral en 1948. Il n'est pas réélu. Il reprend un poste de professeur de philosophie au lycée de jeunes filles Anne de Bretagne à Rennes. L’année suivante il est nommé au lycée de garçons Chateaubriand. Il y enseigne en classes de préparation à Saint-Cyr et à HEC jusqu’à sa retraite en 1966.
Janton poursuit sa carrière politique en tant que conseiller municipal et adjoint au maire de la ville de Rennes de 1953 à 1977. De juin 1971 à mai 1979, il est directeur de l'Institut franco-américain de Rennes.
Après un second divorce, il se remarie avec Rolande Lendel en 1975.
Victor Janton meurt à l'âge de 92 ans, le 9 mai 1998 à Chantepie (Ille-et-Vilaine).

## Détail des fonctions et des mandats
Mandat parlementaire
- 8 décembre 1946 - 7 novembre 1948 : Sénateur d'Ille-et-Vilaine

## Décorations
- 1 Médaille de la Résistance française[3]
- 1 Chevalier de la Légion d'honneur[3]